# Furan-2-carbonsäurechlorid
Furan-2-carbonsäurechlorid ist eine chemische Verbindung aus der Gruppe der Furane und Carbonsäurechloride.

## Gewinnung und Darstellung
Furan-2-carbonsäurechlorid kann durch Reaktion von Furan-2-carbonsäure mit Phosphorpentachlorid oder Thionylchlorid dargestellt werden.

## Verwendung
Furan-2-carbonsäurechlorid wird zur Synthese von Furalaxyl sowie den Arzneimitteln Mometasonfuroat und Diloxanidfuroat benötigt.
Die Verbindung reagiert mit Phenolen und AlCl3 in einer Friedel-Crafts-Reaktion zu Hydroxyphenylfurylketonen.